# Valga (Észtország)
Valga város Észtország déli határa mentén, Valga megye és Valga község székhelye. 1920-as szétválasztásukig Valga és az észak-lettországi Valka egy várost alkottak, ma testvérvárosi kapcsolatot ápolnak. Valga területe 16,5 km², Valkáé 14,2 km²; népesség szempontjából szintén Valga rendelkezik több lakóval.

## Elhelyezkedés
Észtország legdélibb városa. Valga utak és vasutak csomópontjában fekszik. Szerepe a vasút terén jelentősebb, nemzetközi vasúti elágazás. A város távolsága Tartutól 89 km, Pärnutól 144 km, Tallinntól 244 km, valamint Rigától 175 km.

## Története
A települést a Rigából Dorpatba (Tartu) és Pszkovba vezető kereskedelmi útvonal védelmére 1226 a rigai püspök létesítette. A Kardtestvérek és a Dorpati Püspökség közötti határviták megoldásaként 1286-ban a Rigai Érsek a Pedell patak mentén húzzta meg a rend és a püspökség közötti határvonalat.
Valka 1584-ben Báthory Istvántól kapott városi kiváltságokat. A kardot tartó kezet ábrázoló címert is Báthory István adományozta Valka/Valga városának.
A Livóniai háborút lezáró Pluszai béke értelmében, 1626-ban, a város svéd fennhatóság alá került. 1710-ben a nagy északi háborúban foglalta el Oroszország Valkát és egészen 1920-ig az önálló balti köztársaságok létrejöttéig az Orosz Birodalom része.
A város gazdasága az 1889-ben a Riga – Pszkov vasútvonal átadását követően indult fejlődésnek. Fontos vasúti csomóponttá válik.
A balti államok 1918-ban kivívott függetlenségét követően a várost mind Észtország mind Lettország magának követelte. A határvitát 1920. július 1-jén S.G. Tallents angol ezredes zárta le. A Rigai érsek által 1286-ban megállapított határvonalat jelölte meg határként és ezzel kettéosztotta a várost. Lettországhoz a város jelentéktelen 80-100 házat számláló nyugati része került. A határ meghúzását követően Észtország a város keleti részéről 2500 lettet költöztetett át a város lettországi oldalára.
A várost átszelő államhatár 20 éven át, egészen 1940-ig állt fenn, ekkor, miután a Molotov–Ribbentrop-paktumnak megfelelően a balti államok a Szovjetunió részévé váltak, a várost ismét egyesítették.
1991-ben a balti államok ismételt függetlenné válását követően újra felépítették a határt. Miután Észtország és Lettország is csatlakozott a schengeni egyezményhez ez a határ ismét elvesztette jelentőségét.
„A második világháború végén és után, 1944–1949 között Valgában működött a Szovjetunió egyik hadifogolytábora, amelyben német katonatisztek mellett magyar hadifoglyokat is elhelyeztek (a kutatások szerint 54 magyar – zömében tiszt – raboskodott itt, közülük huszonheten itt vannak eltemetve).”

## Népessége
| Lakosok száma | 9455 | 13 305 | 18 474 | 14 319 | 12 437 | 12 352 | 12 452 | 12 182 | 12 010 | 12 173 |
|               | 1922 | 1959   | 1979   | 2000   | 2014   | 2015   | 2017   | 2019   | 2021   | 2024   |

## Testvértelepülései
- Lettország Valka

## Külső hivatkozások
1. ↑  Statistical Database of Statistics Estonia. (Hozzáférés: 2024. július 21.)
2. ↑  Magyar honvédsírok Báthory városában[halott link]